# Chất trắng
Chất trắng là các vùng nằm trong hệ thần kinh trung ương chủ yếu được tạo nên bởi các sợi trục có bao myelin, còn được gọi là bó thần kinh. Từ lâu được cho là mô bị động, chất trắng ảnh hưởng tới hoạt động học và hoạt động não, điều biến sự phân bố của thế động tác, đóng vai trò như một rơ le và điều phối giao tiếp giữa các vùng não khác nhau.